# Abell 31
Abell 31 is een planetaire nevel in het sterrenbeeld Kreeft, de nevel staat 2000 lichtjaar van de zon en heeft een magnitude van 12,2.
Abell 31 bevindt zich 3 graden zuidzuidoostwaarts van de open sterrenhoop Messier 67.